# Encheloclarias
Encheloclarias là một chi cá da trơn trong họ cá trê, chúng là chi cá đặc hữu ở Đông Nam Á. Chi cá này phân bố ở các vùng đầm lầy.

## Các loài
- Encheloclarias baculum P. K. L. Ng & K. K. P. Lim, 1993
- Encheloclarias curtisoma P. K. L. Ng & K. K. P. Lim, 1993
- Encheloclarias kelioides P. K. L. Ng & K. K. P. Lim, 1993
- Encheloclarias medialis H. H. Ng, 2012[1]
- Encheloclarias prolatus P. K. L. Ng & K. K. P. Lim, 1993
- Encheloclarias tapeinopterus (Bleeker, 1852)
- Encheloclarias velatus H. H. Ng & H. H. Tan, 2000